# San Isidro las Piñas
San Isidro las Piñas är en ort i Mexiko.   Den ligger i kommunen San Juan Bautista Tuxtepec och delstaten Oaxaca, i den sydöstra delen av landet, 400 km öster om huvudstaden Mexico City. San Isidro las Piñas ligger 28 meter över havet och antalet invånare är 408.
Terrängen runt San Isidro las Piñas är platt, och sluttar norrut. Runt San Isidro las Piñas är det ganska tätbefolkat, med 160 invånare per kvadratkilometer. Närmaste större samhälle är Tuxtepec, 8,5 km väster om San Isidro las Piñas. Omgivningarna runt San Isidro las Piñas är en mosaik av jordbruksmark och naturlig växtlighet.